# Ford Taurus VI
Pour les articles homonymes, voir Ford Taurus.
La sixième génération de la Ford Taurus est la dernière génération de la gamme de modèles fabriqués par Ford aux Etats-Unis, la septième génération étant réservée pour les marchés de la Chine et du Moyen-Orient. Introduite pour l'année modèle 2010, la Taurus de sixième génération est la deuxième génération de la gamme de modèle produite en tant que voiture full-size; c'est la berline la plus longue et la plus lourde vendue sous la marque Ford dans le monde. Tout en partageant les fondements du châssis D3 avec la génération précédente, la sixième génération a marqué la première utilisation, en Amérique du Nord, du langage de conception Kinetic Design.
Coïncidant avec le retrait de la marque Mercury, la Taurus de sixième génération a été développée sans homologue Mercury Sable (pour la première fois). De 2009 à 2017, Lincoln a commercialisé un équivalent de la Taurus sous le nom de Lincoln MKS (remplaçant fonctionnellement la Lincoln Town Car). Bien que Ford n'ait jamais officiellement annoncé une remplaçante de la Ford Crown Victoria (ou de la Mercury Grand Marquis), la Taurus actuelle est commercialisée dans le segment des voitures full-size contre de nombreux véhicules similaires aux berlines précédentes.
La Taurus de sixième génération a marqué le retour de la Ford Taurus SHO (pour la première fois depuis 1999) et l'introduction de la Police Interceptor berline (en remplacement de la Ford Crown Victoria Police Interceptor).
Alors que Ford élargissait sa gamme de modèles SUV et crossovers, la berline Taurus a été abandonnée après l'année modèle 2019. Le 1er mars 2019, la dernière Taurus construite aux États-Unis est sortie de la chaîne de montage de Chicago, mettant fin à 34 ans de la plaque signalétique en Amérique du Nord (depuis l'année modèle 2016, Changan Ford produit un modèle éponyme en tant que berline phare spécialement conçue pour la Chine et exporté vers le Moyen-Orient à la suite de l'arrêt de la Taurus nord-américaine),.
La gamme de modèles était assemblée à Chicago Assembly (usine d'assemblage de Torrence Ave.) à Chicago, dans l'Illinois, aux côtés du SUV Ford Explorer; lors de sa production, la Lincoln MKS était assemblée aux côtés de la Taurus.

## Développement et marketing
Fin 2006, la Ford Motor Company a nommé le PDG de Boeing, Alan Mulally, pour remplacer William Clay Ford Jr. en tant que directeur général. L'une de ses premières décisions a été d'abandonner le schéma de dénomination de modèle commençant par «F», qui était impopulaire, pour les voitures de la division Ford. Critiquant la décision mettant fin à l'utilisation des plaques signalétiques Ford Taurus / Mercury Sable, Mullaly a redésigné la mise à jour des Ford Five Hundred et Mercury Montego de l'année modèle 2008 en tant que Ford Taurus et Mercury Sable de cinquième génération avant leur sortie au public; le Ford Freestyle est devenu le Ford Taurus X.
Bien que le retour au nom Taurus ait corrigé plusieurs lacunes majeures de la Five Hundred (en grande partie liées au groupe motopropulseur), le véhicule lui-même suscité encore de critiques pour son style fade dérivé de sa précédente (une critique la décrivant comme un "SUV en forme de berline") et une maniabilité jugée derrière ses concurrentes. Bien que la Taurus ait gagnée 60 ch par rapport à la Five Hundred, la plupart de ses lacunes étaient liées au fait que son introduction était essentiellement un rafraîchissement de mi-cycle de sa précédente sous une nouvelle plaque signalétique.
En janvier 2008, Alan Mulally a révélé qu'une sixième génération de Ford Taurus était en cours de développement en tant que modèle prévu pour 2010, l'appelant « celle que nous aurions dû construire à l'origine ». En avril 2008, une photographie d'une maquette d'un prototype grandeur nature de la Ford Taurus de 2010 a été divulguée sur Internet. Après que le style du prototype ait été vu dans le monde entier, Ford a envisagé une action en justice contre les sites Web qui avaient publié la photo et les avocats de Ford ont demandé aux propriétaires du site de retirer la photo.
En vue de son lancement, le site Web de la Ford Motor Company a présenté plusieurs vidéos, comparant la Ford Taurus de 2010 à plusieurs berlines de luxe de série. Une vidéo de test a montré que la couche de peinture de la Taurus était plus résistante aux éclats de gravier que celle d'une Lexus LS460, tandis qu'une autre montrait le système de détection des angles morts indisponible sur une Infiniti M45x. La Ford Taurus SHO de 2010 était plus rapide qu'une Audi A6 4.2 FSI Quattro en accélération en ligne droite, tandis que l'intérieur de la Ford Taurus était plus silencieux que celui d'une Acura RL.
Dans un contraste majeur avec les générations précédentes de Ford Taurus, autrefois la plaque signalétique la plus vendue aux États-Unis, Ford visait délibérément des volumes de ventes inférieurs. Au lieu des volumes en pointe à près de 400 000 véhicules par an dans les années 1990, les prévisions de ventes étaient plus proches de 50 000 à 75 000. En tant que voiture full-size, la Taurus rivalisait plus près de la Toyota Avalon et de la Nissan Maxima que de la Toyota Camry, l'Honda Accord et la Nissan Altima (concurrentes de la Ford Fusion). De plus, Ford a cherché à préserver la valeur de revente de la Taurus en évitant l'utilisation des ventes aux flottes de véhicules (bien que la Taurus remplacerait la Crown Victoria en tant que Ford Police Interceptor berline).

### Mise en vente
La Ford Taurus de 2010 a été dévoilée au Salon international de l'auto de l'Amérique du Nord 2009 à Cobo Hall. En mai 2009, la nouvelle Taurus a fait ses débuts chez trois concessionnaires à Buffalo, Tampa et Houston, respectivement, pour être exposé et créer une anticipation pour la sortie. Le premier concessionnaire, Ford West Herr à Hambourg, New York, a été choisi en raison du dévoilement réussi du Ford F-150 redessiné plus tôt cette année.
Les homologues de la Taurus de 2009, le Ford Taurus X et la Mercury Sable, ont cessé leur production à l'usine d'assemblage de Ford à Chicago au printemps 2009. La production de la Taurus de sixième génération a débuté le 15 juin 2009 pour l'année modèle 2010. Contrairement aux générations précédentes de Taurus, la Taurus de sixième génération n'aurait pas d'équivalent Sable puisque la marque Mercury était en train d'être supprimée d'ici fin 2010. Pour la première fois depuis 2002, les concessionnaires Lincoln ont vendu une berline basée sur la Taurus, la Lincoln MKS, présentée comme modèle de 2009.

## Présentation de la conception

### Châssis
La Ford Taurus de sixième génération est basée sur l'architecture de la plate-forme D3 de Ford, dérivée de celle de Volvo, partageant l'empattement de 2 868 mm de la Lincoln MKS et de la précédente Ford Taurus (Five Hundred (500)). Comme sa précédente, la Ford Taurus est équipée de série d'un groupe motopropulseur à traction avant avec l'option d'une configuration à traction intégrale (de série sur la SHO).
Comme toutes les autres berlines à plate-forme D3, la Ford Taurus est configurée avec une suspension indépendante aux quatre roues, avec des jambes de force MacPherson et des bras inférieurs en forme de L orientés vers l'arrière avec une barre stabilisatrice à l'avant et une configuration d'amortisseur multibras avec bras de contrôle inférieurs en acier estampé à l'avant et bras de contrôle supérieurs en fonte à l'arrière. Comme pour la Taurus de la génération précédente (Five Hundred) et la Ford Crown Victoria, la Taurus de sixième génération est équipée de freins à disque antiblocage aux quatre roues. Sur tous les modèles, l'AdvanceTrac combine le contrôle de traction et le contrôle de stabilité. Le contrôle vectoriel du couple et le contrôle des courbes sont une option pour les modèles à traction intégrale.
Un certain nombre de systèmes de sécurité ont vu leurs débuts ou leurs premières utilisations par Ford dans cette génération de Taurus, y compris le BLIS, régulateur de vitesse adaptatif, avertissement de collision avant avec assistance au freinage et aide au maintien dans la voie. Comme sa précédente, la Ford Taurus est équipée de deux coussins gonflables avant, de coussins gonflables latéraux et de coussins gonflables rideaux.
Bien que présentée en avant-première par la Ford Interceptor à moteur V8 et qu'il s'agisse d'une berline full-size comme la Ford Crown Victoria, la Ford Taurus de sixième génération n'est pas disponible avec un moteur V8. Lors de son lancement en 2010, le moteur standard était le V6 3,5 L de 267 ch (196 kW), repris de la précédente Taurus, qui a été mis à niveau à 292 ch (215 kW) en 2013. La Taurus SHO est propulsée par une version biturbo de 370 ch (272 kW) de ce moteur (V6 EcoBoost) partagée avec les Lincoln MKS et MKT. En 2013, un V6 non turbocompressé de 3,7 L et 309 ch (227 kW) est devenu le moteur de base de la Police Interceptor, indisponible dans la Taurus standard. En 2014, un moteur 4 cylindres turbocompressé 2,0 L de 243 ch (179 kW) (EcoBoost de 2,0 L) est devenu une option dans les modèles non-SHO, devenant la première Taurus à 4 cylindres depuis 1991 (c'est également le plus petit moteur jamais monté dans une Taurus). Le moteur EcoBoost de 2,0 L a été abandonné après l'année modèle 2017. Toutes les versions de la Taurus utilisent des variantes de la transmission automatique 6F de Ford à 6 vitesses.

### Carrosserie
La conception de la sixième génération de Ford Taurus a été dirigée par le designer en chef Earl Lucas. De nombreux éléments de conception de la Taurus ont été influencés par la musique écoutée par l'équipe de conception. Selon Earl Lucas, "Quand vous avez de la bonne musique, c'est incroyable le nombre de formes qui sortent". Le concept Ford Interceptor de 2007 conférerait également une influence de conception à la calandre, au carénage arrière et aux feux arrière, ainsi qu'à la ligne de toit.
La Ford Taurus de sixième génération a introduit de nombreuses caractéristiques intérieures inconnues de sa précédente (ou de la Ford Crown Victoria / Mercury Grand Marquis sortante), notamment : Ford Sync, démarrage par bouton-poussoir et sièges avant et arrière chauffants. Les sièges Multi-Contour, une première dans les véhicules Ford lors de leur introduction en 2010, comportent des coussins d'air qui rembourrent tout le dos du conducteur et du passager (trois pour le soutien lombaire, quatre pour le soutien latéral et quatre pour le coussin de siège). Le coussin inférieur est doté de la technologie Active Motion, qui fournit un subtil massage continu, conçu pour atténuer les maux de dos lors de longs voyages.
En 2013, la Ford Taurus a subi un rafraîchissement de mi-cycle, adoptant les caractéristiques du langage de conception mondial Kinetic Design présenté sur les refontes des Ford Focus, Ford Fiesta et Ford Kuga. Alors que la ligne de toit et les panneaux latéraux sont restés les mêmes, la Taurus a reçu un nouveau carénage avant avec une calandre supérieure trapézoïdale (soulignée sur la SHO et la Police Interceptor) et des phares redessinés. À l'arrière, les feux arrière à LED ont fait leur retour (pour la première fois depuis la Mercury Montego de 2007) avec des doubles échappements (double échappement véritable sur la SHO / V6 EcoBoost; sorties d'échappement séparées sur toutes les autres versions). Alors que l'intérieur a connu moins de changements en termes de style, un certain nombre de changements ont été apportés à son contenu. Pour 2013, Ford a repensé le volant, le tableau de bord, la console centrale et le levier de vitesses. Un nouveau tableau de bord interactif, le système MyFord Touch (qui comprend une nouvelle unité avec écran tactile de 20 cm) et un volant chauffant étaient en option. Les autres nouvelles fonctionnalités de la Taurus de 2013 incluent un tout nouveau système audio Sony avec Radio HD et iTunes Tagging, Sièges Multi-Contours avec Active Motion (massage), démarrage par bouton-poussoir, feux de route automatiques et une caméra de recul. Des améliorations structurelles ont également été apportées afin de mieux protéger les conducteurs lors de collisions frontales avec petits chevauchements. Pour 2013, la Taurus a remplacé la Crown Victoria / Grand Marquis en tant qu'offre full-size de Ford au Moyen-Orient, étant proposée dans cette région pour la première fois.
Pour 2014, de nouveaux modèles de roues ont été introduits, avec des modifications mineures des équipements de série et en option. Une fonction d'assistance au maintien dans la voie a été ajoutée à la finition Driver Assist.
En 2017, le MyFordTouch a été remplacé par le nouveau système Sync 3. Les modèles de 2016 pouvaient être mis à niveau vers Sync 3 via une mise à jour de logicielle. C'était la dernière mise à jour de la Taurus.

## Variantes et niveaux de finition
La sixième génération de Ford Taurus était vendue en cinq niveaux de finition, SE, SEL, Limited, SHO et Police Interceptor berline.
Le modèle de base SE, conçu pour la location et les flottes, était livré avec un moteur V6 Duratec DOHC à 24 soupapes de 3,5 L, transmission automatique à six rapports, volant inclinable télescopique manuel avec fonctions audio et régulateur de vitesse, une chaîne stéréo AM/FM avec un seul lecteur CD, une horloge, capabilité MP3 et six haut-parleurs, système MyKey de Ford et contrôle électronique de la stabilité AdvanceTrac. La transmission intégrale n'était pas disponible sur la version de base SE,.
Le niveau de finition de milieu de gamme SEL avait le même moteur, avec une transmission automatique SelectShift à six vitesses avec activation par palette, transmission intégrale en option, contrôle électronique et automatique de la température à deux zones, un volant et un pommeau de levier de vitesses gainés de cuir, radio satellite Sirius et une alarme antivol périmétrique.
Le modèle haut de gamme Limited comprend des sièges baquets en cuir perforés chauffants et refroidissants, éclairage ambiant avec choix de sept couleurs différentes, système de communication et de divertissement à commande vocale SYNC, une radio AM/FM haut de gamme avec lecteur CD à six disques dans le tableau de bord, accentuation chromée, rétroviseurs chauffants à mémoire avec lampes d'approche de sécurité, un système de détection en marche arrière et caméra de vision arrière.

### Taurus SHO
Article principal: Ford Taurus SHO
La Taurus SHO de 2010 a été dévoilée au Salon de l'auto de Chicago 2009. Elle a été mise en vente à l'été 2009, avec un prix de base à 37 995 $ (frais de destination compris).
La SHO comprend un moteur V6 EcoBoost 3,5 L de 370 ch (272 kW) à 5 500 tr/min et un couple de 475 N m à 1 500 tr/min, une transmission automatique SelectShift à 6 rapports avec palettes de commande montées sur le volant, transmission intégrale à détection de couple, suspension et direction sport, jantes en alliage de 19 pouces avec pneus Goodyear Eagle (pneus Michelin hautes performances en option sur les roues de 20 pouces), un becquet monté sur le couvercle du coffre, deux embouts d'échappement chromés et cadres de feux de stationnement spécifiques à la SHO.
La finition SHO Performance comprend des plaquettes de frein améliorées, direction assistée électronique recalibrée pour une meilleure réactivité, un réglage "Sport Mode" pour le contrôle électronique de stabilité, possibilité de désactiver le système de contrôle de stabilité AdvanceTrac, barre anti-roulis avant de 27 mm au lieu de la barre anti-roulis avant standard de 29 mm pour un virage plus neutre, pare-poussière ventilés pour les freins avant, provenant de la Police Interceptor, finition Cooling, provenant de la Police Interceptor (huile moteur, huile de transmission et unité de transfert de puissance), un rapport de démultiplication final plus court à 3,16:1 pour une accélération plus rapide et pneus été de performance Goodyear Eagle F1 de 20 pouces composés de jantes peintes en qualité supérieure. Le temps de 0 à 97 km/h est évalué à 5,2 secondes.

### Police Interceptor berline
Lorsque la Ford Crown Victoria Police Interceptor (CVPI) a mis fin à sa production fin 2011, une variante de la Taurus de sixième génération a été proposée début 2012 aux forces de police en tant que modèle de 2013. Ford avait simplement qualifié le modèle voiture de police la "Police Interceptor berline", plutôt que Taurus. Le moteur standard est tiré de la Ford Mustang (en disposition transversale) et n'est pas disponible dans la Ford Taurus non policière. Son moteur V6 de 3,7 L avec bloc en aluminium pesait 18 kg de moins que la version précédente. Avec 24 soupapes et un système de synchronisation variable indépendante à double came (SViDC), il produisait 309 ch (227 kW) et 380 N m de couple. Le moteur de 3,7 L est venu avec un nouveau double échappement ; la consommation d'essence était de 12,4 L/100 km en ville et de 7,6 L/100 km sur autoroute. Le modèle EcoBoost de la Ford Police Interceptor berline comportait le V6 EcoBoost de 3,5 L de la SHO produisant 370 ch (272 kW). Les versions V6 Cyclone et EcoBoost comportaient une transmission intégrale, comme dans la SHO. La Police Interceptor comprenait une multitude de technologies de sécurité, telles que le système d'information sur les angles morts, une caméra de recul, un système de détection en marche arrière et un système de contrôle de stabilité électronique spécialement réglé pour la conduite d'urgence. Ford a déclaré que la Police Interceptor berline correspondrait au dossier de sécurité de la CVPI et que les fonctionnalités désirables de la CVPI ne seraient pas disponibles dans la Taurus civile, comme une transmission automatique décalée sur la colonne qui a été ajoutée. En 2014, Ford a offert le moteur 4 cylindres de son homologue non policier dans la Police Interceptor berline dans le cadre d'une version Special Service conçue pour les usages de détective et d'administration. Cette version Special Service a été abandonnée après l'année modèle 2017.
Le modèle offrait 3 configurations de moteur / transmission:
- V6 de 3,5 L avec traction avant ou traction intégrale[26]
- V6 de 3,7 L avec traction intégrale[26]
- V6 EcoBoost de 3,5 L avec traction intégrale[26]

Alors que Ford envisageait en 2015 de continuer ou non à produire la Taurus aux États-Unis, l'une des raisons de le faire était la Police Interceptor berline, bien que le Police Interceptor utilitaire était plus populaire et que les ventes de la berline de police étaient en baisse. En mars 2019, la Police Interceptor berline basée sur la Taurus a été abandonnée, avec la Taurus civile, et a été remplacée par le Police Interceptor utilitaire basé sur l'Explorer et la Police Responder berline hybride basée sur la Fusion.

## Accueil
La Ford a bien marqué lors des essais routiers et les médias ont été satisfaits de certaines des nouvelles fonctionnalités disponibles dans la Ford Taurus de 2010. Certaines de ces caractéristiques incluent la transmission intégrale, alerte de trafic transversal, avertissement de collision, surveillance des angles morts et régulateur de vitesse adaptatif. La Taurus partage le groupe motopropulseur et de nombreuses options technologiques de la Lincoln MKS, qui est construite sur la même plate-forme et les mêmes fondements mécaniques, tout en ayant un prix de base de 10 000 USD de moins que la MKS.
Alors que sa précédente a été critiquée pour son style terne, la nouvelle Taurus a été décrite comme "grande et musclée" pour attirer l'attention, bien que ce soit "une affaire d'amour ou de haine". Motor Trend a déclaré que "sa large allure, sa ligne de seuil haut, ses phares à fente et sa calandre technique lui donnent un look de léopard" qui était considéré comme beau.
Cependant, bien qu'elle ait été louée pour son apparence, elle a toujours été critiquée pour son manque d'espace intérieur et ses lignes de visibilité réduites malgré ses dimensions extérieures de taille normale par rapport à la Five Hundred / Taurus de génération précédente qui était louée pour sa visibilité intérieure et son habitacle vaste; une critique a fait remarquer que si « l'intérieur de l'ancienne Taurus était caverneux; dans la nouvelle on se sent juste comme dans une caverne »,,. Edmunds a noté que l'Honda Accord de huitième génération (qui fait concurrence dans la catégorie des voitures de taille moyenne) avait une dynamique de conduite supérieure et un design plus efficace qui offrait presque autant d'espace intérieur que la plus grande Taurus. Car and Driver a décrit la Taurus comme étant en surpoids et sous-alimentée, avec un freinage et une direction peu réactifs, tandis que Motor Trend a critiqué quelques aspects de l'intérieur comme étant manifestement une réduction des coûts,,.

## Problèmes de pompe à eau
Les pompes à eau des Ford Taurus de 2008 à 2019 et Ford Police Interceptor berline de 2013 à 2019 équipées du V6 Cyclone de 3,5 L de Ford, du V6 EcoBoost de 3,5 L et du V6 de 3,7 L ont tendance à tomber en panne et potentiellement ruiner le moteur lorsque cela arrive. Les pompes à eau de ces moteurs sont montées à l'intérieur et entraînées par la chaîne de distribution. En conséquence, lorsqu'ils tombent en panne, l'antigel se déverse directement dans le carter ; se mélange avec de l'huile moteur et endommage potentiellement les joints de culasse et les roulements de bielle. Bon nombre de ces pannes de pompe à eau se produisent sans avertissement et les réparations coûtent souvent des milliers de dollars car le moteur doit être démonté ou retiré du véhicule pour accéder à la pompe à eau. Dans certains cas, le moteur devra être purement et simplement remplacé. Un recours collectif a été intenté contre Ford à la suite de ce problème.

## Sécurité
Évaluations des tests de collision de la National Highway Traffic Safety Administration (NHTSA) en 2010:
- Conducteur frontal :
- Passager frontal :
- Avant latéral :
- Arrière latéral :
- Tonneau :

| Frontal avec décalage et à chevauchement modéré                | Bien                   |
| Frontal avec petit décalage et chevauchement (côté conducteur) | Marginale (2010–2012)  |
| Frontal avec petit décalage et chevauchement (côté conducteur) | Acceptable (2013-2019) |
| Impact latéral                                                 | Bien                   |
| Résistance du toit                                             | Bien                   |

## Arrêt en Amérique du Nord
Le 25 avril 2018, Ford a annoncé son intention d'abandonner la Taurus (avec les Fiesta, Focus et Fusion), afin de se concentrer davantage sur sa gamme de pick-up et de SUV. L'annonce faisait partie d'un plan de la Ford Motor Company pour réduire les coûts et augmenter les bénéfices. C'était en réponse à un changement perçu dans la demande des consommateurs, qui allaient vers les SUV et les pick-up et s'éloignaient des berlines. Le 5 septembre 2018, Ford a mis fin à toute publicité et promotion nationale (y compris les ventes et les offres spéciales) pour toute sa gamme de berlines, y compris la Taurus. Le 1er mars 2019, la dernière Ford Taurus américaine, un modèle Limited blanc, est sorti de la chaîne de montage de l'usine Ford de Chicago.